# Aprostocetus pallipes
Aprostocetus pallipes är en stekelart som först beskrevs av Johan Wilhelm Dalman 1820.  Aprostocetus pallipes ingår i släktet Aprostocetus och familjen finglanssteklar. Arten är reproducerande i Sverige. Inga underarter finns listade i Catalogue of Life.